# Alvin M. Weinberg
Alvin Martin Weinberg (Chicago, 20 aprile 1915 – Oak Ridge, 18 ottobre 2006) è stato un fisico statunitense, amministratore dell'Oak Ridge National Laboratory (ORNL).

## Biografia
Si trasferì nella cittadina del Tennessee nel 1945 e lì rimase fino alla morte, nel 2006.

### Primi anni a Chicago
Consegue il suo dottorato di ricerca all'Università di Chicago nel 1939. Successivamente lavora nel laboratorio metallurgico dell'Università di Chicago, sino allo scoppio della guerra.

### Il lavoro a Oak Ridge
Weinberg è direttore della divisione di fisica del Laboratorio Nazionale di Oak Ridge dal 1945 al 1948, anno in cui viene nominato Direttore di Ricerca. Ottiene la promozione alla direzione generale del laboratorio nel 1955 e ricopre il ruolo fino al 1973. 
Durante la carica di Weinberg come direttore, la Divisione di Biologia dell'ORNL cresce di dimensioni sino a diventare la più grande del laboratorio, di cinque volte più estesa di ogni altra divisione futura. Si compiono ricerche sugli effetti di radiazioni ionizzanti su esseri viventi, sviluppando anche metodi di contrasto agli effetti dannosi delle radiazioni, come il trapianto di midollo spinale. 
Nel 1958 pubblica Fluid Fuel Reactors, un denso resoconto in 978 pagine delle ricerche condotte da un team, da lui stesso guidato, presso l'Oak Ridge National Lab. Le ricerche riguardavano l'applicazione dell'elemento Torio per la produzione di energia nucleare. Questo elemento produce una quantità ridotta di scorie, che hanno bisogno di essere stoccate solo per poche centinaia di anni, a differenza di altri combustibili nucleari che decadono dopo centinaia di migliaia di anni. 
Negli anni 60' Weinberg intraprende anche nuovi progetti per l'ORNL, come l'utilizzo di energia nucleare per dissalare l'acqua marina. Arruola Philip Hammond dal Los Alamos National Laboratory per raggiungere l'obiettivo; nel 1970 avvia il primo grande progetto di ecologia negli Stati Uniti: la National Science Foundation.

## Riconoscimenti
Nel 1980 il Dipartimento dell'Energia degli Stati Uniti d'America gli riconosce il Premio Fermi.